# 1427
| 1427               |
| ------------------ |
| Dødsfald - Fødsler |
|                    |

| Gregoriansk kalender | 1427 MCDXXVII           |
| Ab urbe condita      | 2180                    |
| Armensk kalender     | 876 ԹՎ ՊՀԶ              |
| Kinesiske kalender   | 4123 – 4124 丙午 – 丁未 |
| Etiopisk kalender    | 1419 – 1420             |
| Jødisk kalender      | 5187 – 5188             |
| Hindukalendere       |                         |
| - Vikram Samvat      | 1482 – 1483             |
| - Shaka Samvat       | 1349 – 1350             |
| - Kali Yuga          | 4528 – 4529             |
| Iransk kalender      | 805 – 806               |
| Islamisk kalender    | 830 – 831               |

Konge i Danmark: Erik 7. 1396-1439
Se også 1427 (tal)

## Begivenheder
- 11. juli – Hansestæderne angriber København, men bliver slået tilbage af en dansk/svensk flåde.